# Hrochoť, Banská Bystrica
Hrochoť este o comună slovacă, aflată în districtul Banská Bystrica din regiunea Banská Bystrica. Localitatea se află la altitudinea de 636 m deasupra n.m., se întinde pe o suprafață de 34,74 km2 și în 2017 număra 1.488 de locuitori.

## Istoric
Localitatea Hrochoť este atestată documentar din 1296.

## Demografie
| An:                | 1994 | 2004   | 2014   | 2024   |
| ------------------ | ---- | ------ | ------ | ------ |
| Număr de persoane: | 1347 | 1432   | 1502   | 1428   |
| Diferență:         |      | +6,31% | +4,88% | −4,92% |

| An:                | 2023 | 2024   |
| ------------------ | ---- | ------ |
| Număr de persoane: | 1432 | 1428   |
| Diferență:         |      | −0,27% |